# Mamporal
Mamporal es una localidad venezolana ubicada en el Estado Miranda. Fue fundada el 16 de enero de 1738 en una zona donde ya se habían asentado numerosas haciendas de cacao. Su nombre viene de una palabra indígena, "mampora", con la cual ellos nombraban a una planta (palma) muy abundante en la zona. Es el pueblo natal de Eulalia Ramos de Chamberlain, más conocida como Eulalia Buroz. Es la capital del Municipio Buroz desde la creación del mismo en 1991.